# سعد قيس
سعد قيس لاعب كرة قدم دولي عراقي سابق ، ولد في عام 1967ومثل منتخب العراق الوطني لفترة امتدت من عام 1987 وحتى أواخر العام 1993. بعد أن ترك المنتخب وهو في قمة عطائه الكروي ، لتحول ظروف شخصية قاهرة دون تكملته لمشواره الكروي المتالق الذي رسمه طوال سنوات في مركز الجناح الايسر في المنتخب الوطني العراقي ، إذ يعد من افضل اللاعبين الذين لعبوا في ذلك المركز.

## مسيرته الدولية
مسيرة سعد قيس الدولية بدات بتواجده مع المنتخب الوطني في عام 1987 بعد دعوته من قبل شيخ المدربين عمو بابا ليخوض مباراته الدولية الأولى ضد المنتخب الكويتي وديا بتاريخ 21/2/1987... وسرعان ما لفت الانظار إليه خلال الادوار الأولى لتصفيات اولمبياد سيؤول بعد أن سجل اهداف في مباراتين متتاليتين ضد الأردن والإمارات.. ليصبح بعد ذلك خيارا دائما للفريق العراقي في جهة اليسار بعد أن فضله مدرب المنتخب عموبابا على اللاعب علي حسينشهاب في الادوار النهائية للتصفيات التي توجها العراق باقتناص تذكرة المرور إلى النهائيات الأولمبية !
استمر سعد قيس في المشاركة مع المنتخب العراقي ورغم حرمانه من التواجد في بطولة كاس الخليج الثامنة في السعودية عام 88 بسبب الإصابة.. الا انه عاد بقوة ليساهم مع زملائه في تتويج العراق بلقب كاس العرب الخامسة في الأردن في نفس العام.. كما تواجد في الادوار النهائية لاولمبياد سيؤول...! فيما لم يكن له دور كبير في تصفيات كاس العالم 1990 بعد أن اشترك بديلا في مباريات قليلة..! واستمر المدربون الذين تلوا عموبابا في ايلائه ثقتهم... فبقي يلعب في مركزه الذي لم يعد أحد يستطيع منافسته عليه بعد اكتسابه للنضوج الفكري والمهاري... ! وأصبح الاعتماد عليه كليا من قبل المدرب عدنان درجال خلال تصفيات كاس العالم 1994... والتي اظهر فيها سعد مهارة تهديفية اضافية عندما احرز في ادوار التصفية الأولية ستة اهداف كانت كافية لينال لقب هداف التصفيات التي اقيمت في الأردن والصين.. بعد أن تفوق على زملائه المهاجمين العراقيين أحمد راضي وعلاء كاظم... وعلى عدد من مهاجمي المنتخب الصيني !
اشترك سعد قيس بعد ذلك في الادوار النهائية للتصفيات التي اقيمت في قطر بمشاركة منتخبات اليابان وكوريا الجنوبية والسعودية وإيران وكوريا الشمالية إضافة إلى العراق.. وهي التصفيات التي تعرض فيها منتخب العراق إلى ظلم كبير أدى إلى اقصائه منها... وكانت تلك التصفيات آخر تواجد للنجم الدولي سعد قيس الذي ودع المنتخب العراقي على غير موعد بعد أن لعب مباراته الأخيرة ضد السعودية بتاريخ 24/10/1993... في وقت كان فيه مستواه يؤهله للعب عدة سنوات أخرى...! مثل سعد قيس منتخب العراق في أكثر من (50) مباراة دولية... سجل خلالها (13) هدفا دوليا إضافة إلى مشاركته في العديد من المباريات ضد الاندية والفرق العالمية وديا !

## مسيرته مع الاندية
ابتدا سعد قيس مشواره الكروي المحلي عام 1983 عند تمثيله للفريق الأول ل نادي الشرطة العراقي دون المرور بمرحلة اللعب لفرق الفئات لعمرية...واستمر في ارتدائه القميص الأخضر حتى عام 1985 عندما انضم مع زميليه في الفريق يونس عبد علي ورياض عبدالعباس إلى نادي الرشيد... ! لعب سعد قيس للرشيد حتى الغائه في عام 1990 مسهما معه في أغلب الإنجازات المحلية والعربية والآسيوية... ليعود إلى فريقه الام نادي الشرطة ويلعب له في موسم 90-91... غير ان الموسم التالي شهد عودته إلى فريق نادي الكرخ الوريث لتركة نادي الرشيد... ! مثل سعد قيس فريق الكرخ لموسمين... لينتقل بعدها برفقة زميله في المنتخب حبيب جعفر إلى فريق نادي الريان القطري ويمثله في موسم 93-94.. في تجربة استمرت موسما واحدا... عاد بعدها إلى فريقه الأصلي نادي الشرطة... ليستمر في تمثيله للمواسم اللاحقة والتي تخللتها تجارب احترافية عديدة كانت تحول دون مواصلته للمشوار المحلي مع الشرطة... لعب سعد قيس لفريق شباب باتنا الجزائري ولفريق السلام زغرتا في لبنان... وفي موسم 97-1998 توج سعد قيس جهوده وجهود زملائه في نادي الشرطة باحراز لقب بطولة الدوري التي غابت عن خزائن النادي العريق (18) عاما.. وهي الفرحة الكروية الأولى لسعد منذ سنوات طويلة ! عانى سعد قيس ظروفا شخصية صعبة في السنوات الأخيرة لعمره الرياضي... وبشكل اثر على إمكانية استمراره في التواجد على المستطيل الأخضر... ليكون رحيله عن بلاده العراق في عام 2001. وليستقر به المطاف في النرويج حيث لعب لفريق (SAFK Fagernes) قبل أن تتوقف مسيرته الكروية نهائيا كلاعب في عام 2005.

## ظروفه الشخصية
واجه سعد قيس في النصف الثاني من حياته الكروية والممتد من عام 1993 وحتى ما بعد مغادرته العراق في عام 2001 ظروفا استثنائية صعبة... إذ تكالبت عليه النوائب التي كانت كفيلة بتدمير أي إنسان آخر تصادفه.. لكنه جابهها بصبر وعزيمة ومر منها بنفس الدهاء والمكر الذي كان يمر به من اعتى المدافعين العراقيين والعرب !
أولى النوائب كانت اصابة ابنه البكر بمرض أبيضاض الدم (اللوكيميا) ونظرا لظروف الحظر الاقتصادي الذي كان يعيشه العراق ابان حقبة التسعينات.. فقد فرض على سعد قيس التنقل بين بغداد وعمان لاجل الحصول على العلاج الناجع لطفله... ! ساهمت تلك الظروف في ابتعاده عن تشكيلة المنتخب الوطني نهائياً في عام 93 وهو بسن السابعة و العشرين عاما.. أي انه بالمقياس المنطقي كان قادراً على اللعب لثلاث أو اربع أعوام أخرى !
النائبة الثانية... جاءت في عام 1998 أثناء مشاركة نادي الشرطة في بطولة كاس الكؤوس الآسيوية.. فضمن الدور ربع النهائي للبطولة ألتقى فريق الشرطة الذي يمثله سعد قيس بفريق كوبتداج التركمنستاني في عشق اباد وخسر امامه باربعة اهداف مقابل لاشئ... وبعد عودة الفريق إلى بغداد تعرض عدد من اللاعبين ومنهم أبرز نجوم الفريق سعد قيس ومحمود مجيد إلى الاعتقال والتعذيب في معتقل الرضوانية ذو الصيت السيء وهي السياسة التي كان يتبعها رئيس اتحاد الكرة مع الرياضيين الذين يخفقون في تحقيق النتائج المرجوة منهم... وقد دام اعتقاله هناك لمدة شهر... !
النائبة الثالثة والأخيرة... تمثلت في خروجه من العراق في عام 2001 في وقت كانت تعتبر مغادرة العراق من قبل الشخصيات العامة والكفاءات خيانة عظمى... ! فبعد معاناة طويلة تمكن سعد قيس من مغادرة العراق ومن ثم أصطحاب عائلته معه... ليصب أركان نظام بغداد غضبهم على المتبقي من عائلة اللاعب سعد قيس والمتمثل في والده أخيه رعد... والذان تعرضا للاعتقال والتعذيب في السجون العراقية لثني سعد قيس عن المغادرة وإعادته للعراق وهو ما لم يتحقق بعد ذلك.. بعد اللجوء إلى دولة النرويج !

## مواقفه المشهودة
يعد سعد قيس من الرياضيين العراقيين القلائل الذين جاهروا بمعارضتهم لسياسة عدي صدام حسين في التعامل مع الرياضيين خلال فترة حكم النظام العراقي السابق  حيث اشترك مع مجموعة من الرياضيين العراقيين في إصدار ما سمي ب (بيان الرياضيين العراقيين) من لندن والذي وقعت عليه ثمان عشرة شخصية رياضية معروفة منها سبعة لاعبين دوليين بكرة القدم، وأربعة مصارعين ولاعبا كراتية ولاعبا تايكواندو ولاعب كرة سلة واحد وصحفيان.

## القابه
الدوري العراقي 4 مرات 3 مع الرشيد(1987-1988-1989 ) مرة واحدة مع الشرطة (1998)
بطولة الكأس 2 مع الرشيد (1987-1988).
بطولة الاندية العربية 3 مرات (1987-1988-1989).
سعد موجود في قاعة الشهرة لنادي الشرطة العراقي .